# Patrice Killoffer
Patrice Killoffer dit Killoffer, né le 16 juin 1966 à Metz, est dessinateur et scénariste français de bande dessinée et illustrateur.
Fondateur en 1990 de L'Association, Killoffer fait également partie de l'Oubapo depuis sa création en 1992.

## Biographie
Il a étudié à l'École supérieure des arts appliqués Duperré à Paris au début des années 1980. Ses professeurs furent entre autres Georges Pichard, et Yves Got. Ce dernier l'aurait influencé à ses débuts.
Il réalise ses premières planches en 1981, époque à laquelle il étudie la bande dessinée à Paris. En 1987, il réalise avec Jean-Yves Duhoo le premier numéro de la revue Pas un seul. Il participera ensuite aux revues Globof en 1989 et Lynx, ainsi qu'à la revue Labo éditée par les éditions Futuropolis. Depuis 1990, il est régulièrement publié dans Lapin, la revue de l'éditeur de bande dessinée indépendant L'Association, qui a par ailleurs publié trois de ses albums : Billet SVP, La Clef des champs et 676 apparitions de Killoffer.
En 2000, il publie avec le scénariste Jean-Louis Capron une fable politique, Viva Pâtâmach !, aux éditions du Seuil.
Aux éditions Verticales, dans la collection On se demande comment de tels livres arrivent entre les mains du public, il a publié Géométrie dans la poussière (2004, avec Pierre Senges).
En 2010, il illustre L'homme qui refusait de mourir, récit écrit par Nicolas Ancion (éditions Dis Voir). Il a été également publié dans la revue Psikopat. Il illustre régulièrement des articles dans les quotidiens Libération et Le Monde. Il est éditorialiste à La Vie.
Parallèlement, certains de ses travaux - Wie man sich bettet et Der Schlüssel zur Freiheit - ont été publiés par l'éditeur allemand Reprodukt.
Il est depuis 2006 le nouvel illustrateur des aventures de Fantômette, dans la huitième édition de ce monument de la littérature jeunesse de la Bibliothèque rose.
Il a collaboré avec le chanteur Renaud sur son album Rouge Sang (sorti le 2 octobre 2006), signant la pochette, un livret de 80 pages, une lithographie, le site internet de l'album, ainsi que la pochette de l'album live Tournée Rouge Sang.
Il est cofondateur et corédacteur en chef, avec Jean-Yves Duhoo puis avec Quentin Faucompré, de Mon Lapin Quotidien (MLQ), édité par L'Association, dont le premier numéro est sorti en février 2017.

## Citations
Il définit lui-même son style de dessin de la façon suivante : « En fait j’en ai trois en gros. J’ai le style « contrôleur » (comme dans l'album Billet SVP). J’ai le style crayon, avec le calque superposé comme dans les bandes qu’on peut voir dans Lapin ou pour les illustrations. Un style un peu « Arty » entre guillemets. Puis il y a le style « Mœbius » entre guillemets aussi. ».
Dans une rencontre dessinée avec François Olislaeger parue dans Lapin n°39 (août 2009), Killoffer confie : « Je rêve d'un dessin de presse qui serait un scoop! » et « Savoir regarder (re-garder) c'est la moitié du chemin. »

## Œuvres publiées

### Albums
- Killoffer en la matière, L'Association, coll. « Patte de mouche », 1992.
- ?, Automne 67, 1994.
- La plaine Saint-Denis, dans Périphéries, L'Association, cadeau-adhérents, 1994.
- Une planche dans Raaan, L'Association, cadeau-adhérents, 1994.
- Billet SVP, L'Association, coll. « Éperluette », 1995.
- La Clef des champs, L'Association, coll. « Patte de Mouche », 1997.
- Un strip dans Hommage à M. Pinpon, L'Association, cadeau-adhérents, 1997.
- Participation aux Oupus 1 à 4, L'Association, coll. « Oubapo », 1997-2005.
- La Bactérie, Les 4 mers, 1998.
- La montagne d'acier (dessin), avec Lewis Trondheim (scénario), dans Projets, Librairie Sans Titre, 1998.
- Participation à Comix 2000, L'Association, 1999.
- Deux planches dans le Rab de COmix 2000, L'Association, 1999.
- Viva Pâtàmâch ! (dessin), avec Jean-Louis Capron (scénario), Éditions du Seuil, 2001.
- Six cent soixante-seize apparitions de Killoffer, L'Association, 2002.
- Donjon Monsters t. 9 : Les Profondeurs (dessin), avec Lewis Trondheim et Joann Sfar (scénario), Delcourt, coll. « Humour de rire »
- Le Rock et si je ne m'abuse le roll, L'Association, coll. « Patte de mouche », 2006.
- Quand faut y aller, L'Association, coll. « Ciboulette », 2006. Recueil de diverses planches, parues principalement dans Lapin.
- Rouge sang, album de Renaud (dans sa version collector, le CD est accompagné d'un livre de 80 pages qui mérite de figurer dans la bibliographie de Killoffer tout autant que dans la discographie du chanteur), 2006.
- Participation à Planète Energies (dessin), avec Jacques Lerouge (scénario), Total, 2006.
- Léon l'étron, Thierry Magnier, 2007.
- Participation à "Rock Strips" (Vincent Brunner) planche sur Led Zeppelin, 2009
- Livret de l'album OuMuPo6 avec DJ Krush sur le label Ici, d'ailleurs...
- Quoi !, collectif, L'Association, 2011
- Charbons, L'Association, Hors Collection, 2012. Compilation de deux expositions : Mauvais plis à la galerie Anne Barrault et Charbons au musée de l'abbaye Sainte-Croix des Sables d'Olonne.
- Participation à Comicscope de David Rault, l'Apocalypse, 2013
- En Killoffer, L'Association, avril 2015
- Killoffer tel qu’en lui-même, L'Association, 2015 - Sélection officielle du Festival d'Angoulême 2016.
- Illustrations de Lancelot Dulac de Victor Pouchet, L'Ecole des loisirs, 2020.

### Revues
- Participation Logique de Guerre Comix, 1991.
- Participations à Lapin, 1992-2004.
- Participations à Fusée, 1996-1998.
- Participation à Rhinocéros contre Eléphant n° 2, 2001.
- Participation à R de réel volume K, nov-déc.2001, et volume Z, 2005.
- Participations à Ferraille Illustré n° 26 et 27, 2005-2006.
- Participation à la revue Dada « Égypte éternelle » n° 143, 2009.
- Participation au magazine Le Tigre, 2006, feuilleton « L'Enquête », sous le pseudonyme d'Euxin, à partir de 2009, chronique « Killoffer en la matière ».
- Couverture de La Revue Dessinée, hiver 2014-2015

## Prix et récompenses
- 2015 : Prix de la ville de Genève pour la bande dessinée pour Killoffer tel qu’en lui-même